# 眨眼 (異世奇人)
〈眨眼〉（英語：Blink）是英國科幻電視劇《異世奇人》系列3的第10集，2007年6月9日在BBC One頻道首播。本集的編劇為史蒂芬·莫法特，希提·麥克唐納負責執導。演員方面，主角博士和其同伴瑪莎·鐘斯在本集的戲份甚少，反而嘉莉·慕萊根所演的莎莉·斯帕洛有更多的出鏡機會。
本集講述博士和鐘斯被外星怪物哭泣天使困在1969年。為回到現在及奪回TARDIS，博士利用DVD的彩蛋與斯帕洛取得聯繫，指使她盡法擊退哭泣天使並把TARDIS傳送到博士身處的年代。劇集拍攝於威爾斯西南部城市紐波特；哭泣天使是由真人飾演，演員需要帶上特別的配件和化妝。本集在首播時共有662萬觀看，並且取得高度的評價。同時，史蒂芬·莫法特憑此集贏得英國電影和電視藝術學院（BAFTA Craft）、威爾斯電影和電視藝術學院（BAFTA Cymru）最佳編劇獎，以及雨果獎最佳戲劇表現短劇獎；穆里根獲加拿大星座獎最佳女主角獎。此外，本集還被《異世奇人雜誌》的讀者選為史上第二棒的《異世奇人》劇集。

## 劇情
劇集始於2007年的某日，莎莉·斯帕洛獨自到一荒廢的住所。在牆上，她發現一個名為博士的人留下了要她小心「哭泣天使」的字樣。斯帕洛不明其故何在，於是翌日與友人凱西·南丁格爾再次拜訪那空屋。這時，斯帕洛發現在住所的天使石像位置與之前所見的不同。不久後，一男子登門拜訪，又把一封信交到斯帕洛手中，他叮囑後者一定要讀那封信。此時，南丁格爾卻不知所踪。斯帕洛大慌，男子提醒她是時候讀信。原來，這信是南丁格爾所寫的，她說自己在失蹤後就不明不白的回到1920年的侯城，但好在這兒活得很好，並且嫁了人，而負責送信斯帕洛的正是南丁格爾的孫兒。對於如此荒謬的事情，斯帕洛顯然不相信，並在空屋中四通亂跑，希望找到南丁格爾。然而，她卻發現天使石像被人放置在室內，並且掛著一條鎖匙。儘管 斯帕洛不知發生什麼事情，她還是把鎖匙拿走，並逃離空屋。
之後，斯帕洛想起南丁格爾在信中要求她代其弟拉里問好的要求，於是來到拉里的DVD店。在這兒，拉里正在觀看一短片，片中有名自稱為博士的男子警告某人要小心敵人的來襲，並且不可以眨眼或回頭，否則會極度危險。拉里稱這是DVD的彩蛋，又把一張有相關彩蛋的DVD名單送了斯帕洛。斯帕洛隨後到警局報案，警長比利接手南丁格爾失蹤一案。比利稱在南丁格爾神秘消失之前，已有至少20人在那空屋失去蹤影，而更奇怪的是，他在空屋中找到一個上了鎖的警察電話亭。斯帕洛一頭霧水，於是離開警局。離開時，她想起之前取得的鎖匙有可能打開那電話亭，於是決定回去找比利。可是，比利和電話亭卻一併失蹤。斯帕洛大驚，致電比利，後者告訴她身處醫院。
來到醫院後，斯帕洛見到一名老了的比利。原來，當斯帕洛離開後，哭泣天使打算開啟電話亭，卻被比利發現。為此，哭泣天使把比利送到1969年，並把電話亭搶走。在1969年，比利遇到博士和鐘斯，博士告訴比利哭泣天使是一種可怕的外星生物，他們行動飛快，而且能通過接觸把人送回過去，以吸收其餘下的能量存活。但是，他們一旦被人看到就會石化。因此，他們總是用雙手蓋著雙眼。同時，哭泣天使偷走TARDIS是為了回到天地初開時阻止太陽的出現，這麼一來就沒有人看到他們，他們就可為所慾為。
回到醫院，比利替博士傳口訊，後者要求斯帕洛一定要看那些有彩蛋的DVD。原來，在1969年時，博士請比利設法在DVD中加入彩蛋。如是這，比利成為了影碟的發行人。斯帕洛和拉里隨後來到空屋看DVD，博士通過彩蛋告之二人哭泣天使的可怕之處和弱點，故一再提醒他們一旦看到哭泣天使必須盯著這外星怪物，眨一下眼也不得。同時，博士請求二人如發現TARDIS的話，請把它送到1969年，好讓博士和鐘斯能回到現在。此時，哭泣天使來襲，斯帕洛和拉里兵分兩路，前者負責找出路，後者負責盯著哭泣天使。面對哭泣天使來勢洶洶的襲擊，斯帕洛在最後一刻找到一地下室。在這兒，他們發現TARDIS，斯帕洛用那條鎖匙打開了TARDIS，並按博士的指示把它送回1969年。這時，來襲的哭泣天使一動也不動。
事件已過去一年，但斯帕洛依對這事念念不忘。因此，她把整件事記錄在筆記本。某天，他們遇到博士，但後者卻不知道她是誰。斯帕洛明白是哭泣天使尚未向博士施襲之故，於是把筆記交給他，並叮囑他小心看似天使的石像，這也解釋了為何斯帕洛會於空屋看到博士的留字，以及博士為何會得悉斯帕洛和拉里會在2007年遇到哭泣天使……

## 製作

### 劇本編寫

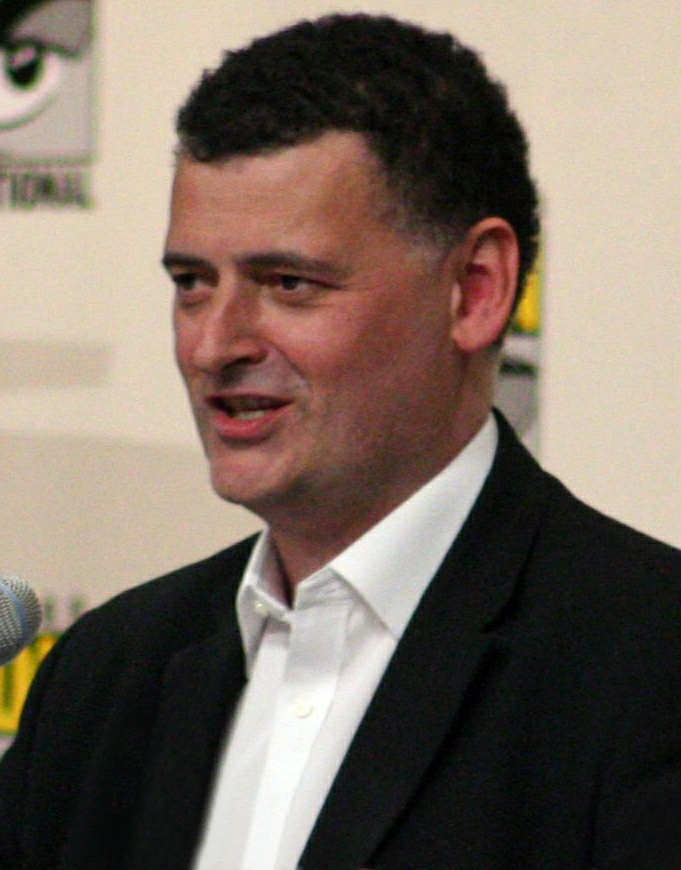
〈眨眼〉的編劇是史蒂芬·莫法特，他認為成年人即使長大了，仍會對怪物和黑暗有所懼怕，全因童年的回憶。因此，他把這些的元素加入劇中

〈眨眼〉的編本是由史蒂芬·莫法特編寫，他承認劇集部份的內容是改編自文雜《異世奇人2006年年鑑》（Doctor Who Annual 2006）中的短文《我會在聖誕假期做什麼》。這作品是由一名12歲女孩莎莉·斯帕洛所作，內容大意為她在聖誕假期時來到姨姨家中，並發現會客室的牆身有寫給她的留言，她通過留言找到一段影片。在影片中，第九任博士自稱被困在1985年，而TARDIS失去蹤影。為此，莎莉按博士的指示使TARDIS回到1985年。
對於哭泣天使的創作革沿，莫法特指靈感是他在墓地看到的天使雕像。起初，他打算把這怪物安排在系列4的第10集亮相。但由於第8、9集的劇本後來交由海倫·雷納所寫後，莫法特決定推前哭泣天使在〈眨眼〉登場。此外，為增加驚嚇感，莫法特還把兒童遊戲紅綠燈的元素加入劇中。劇集的音樂指導馬瑞·高德後來把哭泣天使比喻為史提芬·京恐怖小說《閃靈》筆下的移動灌木。
〈眨眼〉也是第三部改編而成的《異世奇人》劇集。此前兩部分別為〈人性〉/〈血之家族〉合集，以及〈宿敵〉。〈人性〉/〈血之家族〉合集是改編自英國作家保羅·康奈爾於1995年出版的小說《人性》。至於〈宿敵〉則是改編自廣播劇《五十年節》。另一方面，〈眨眼〉也是繼〈愛與獸〉後，博士和同伴鮮有出鏡的《異世奇人》劇集。之後的例子還有〈半夜〉、〈向左轉〉以及〈等待的女孩〉。莫法特解釋博士和同伴鮮有出鏡使他在編寫這集時更感輕鬆。同時，由於時間緊迫的關係，莫法特只與劇組進行過一次的劇本會議。

### 拍攝

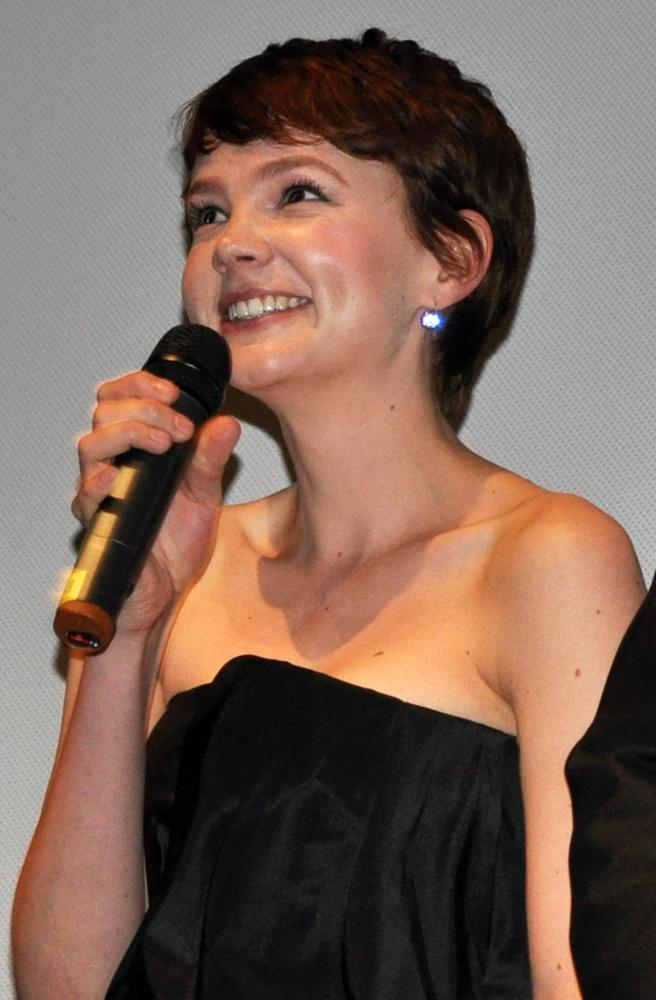
嘉莉·慕萊根在劇中飾演莎莉·斯帕洛一角。這角色使她後來問鼎加拿大星座獎的最佳女主角獎

〈眨眼〉的導演為希提·麥克唐納，她是繼1985年的《王妃的標誌》後首位替《異世奇人》執導的女性。監制羅素·T·戴維斯指麥克唐納的到來使得劇集加入了「最美的視覺效果」，而且是「前所未有的」。在選角方面，劇組起用嘉莉·慕萊根擔當女主角。在得悉獲得參演機會後，穆里根狂喜。另一方面，她最初對大衛·田納特的出鏡次數表示關注，但劇集播出後，她仍感到滿意。
本劇的取景地點眾多，在劇中出現的警局場景拍攝於2006年11月21日，地點為卡迪夫的煤炭交易所和斯圖爾特山廣場。空屋在劇中雖號稱位於倫敦，而事實上，這是取景自紐波特西部一間荒廢的房子。儘管房子內部已日久失收，但劇組在拍攝時只對進行很少的粉飾。莫法特事後也被屋子的荒涼嚇怕，更稱這是他見過以後「最令人毛骨悚然的房子」。飾演拉里的芬利則把屋子比作為史酷比的房子，蓋因這卡通片時常出現主角們入住荒廢住所的劇情。BBC其後透露，1969年即博士、鐘斯和比利被困的那一年，也正好是《叔比狗，你在哪裡！》首播的年份。
原來，劇組打算由米高·奧比奧拉分演年青和年老的比利。然而，劇組認為奧比奧拉的老妝實在太不真實，於是劇組別外選用了路易士·馬奧斯扮演老比利一角。 另一個問題也隨之而來﹕奧比奧拉是倫敦腔的，而馬奧斯則是重口音。為解決這問題，奧比奧拉需使改變其口音朗讀對白。另外，比利在劇中提到TARDIS的玻璃與真的警察電話亭不一。玻璃大小的問題早於2004年時已被討論過，當時，《異世奇人》的觀眾就指TARDIS的玻璃實在太大。

### 效果
莫法特笑言﹕「當我還是兒時早已設計不少《異世奇人》的怪物。現在，我真的把牠們做了出來，這使得美術部花了不少的錢」。為使哭泣天使看來像堅硬的石像，化妝師把布料浸在玻璃纖維樹脂裹，然後塗上顏料。另一方面，雖然哭泣天使在劇中很少活動，但這些外星怪物都是由化了妝的真人飾演。兩名演員阿迦·布朗斯卡（Aga Blonska）和艾倫·湯馬士分別戴上不同的面具，前者看來較為馴和，後者面目猙獰。布朗斯卡稱雖然他化了妝，又被塗上油漆，但他還是演出很舒服。同時，為了使布朗斯卡和湯馬士看似一動也不動，劇組採用了數碼效果來彌補不足。莫法特對哭泣天使的造型非常滿意，更直稱他們是「棒㥛了」。穆里根也對哭泣天使的造型讚不絕口，並稱效果「實在太好」以及「真的嚇壞人」。

## 發行和反響
〈眨眼〉2007年6月9日晚上在英國BBC One首播。收視報告指，英國當晚共有662萬人通過電視收看這集。儘管這集是《異世奇人》系列3中收視最低的一集，但劇集在欣賞指數方面的得分是87，可被屬類為「出色」。〈眨眼〉的第2區DVD於2007年7月23日與前兩集一併發行。《異世奇人》系列3的DVD也收錄了這集，並在同年11月5日上市。

### 專業評價
〈眨眼〉取得不少的讚賞，《衛報》指儘管博士和鐘斯很少出場，但這集驚嚇程度十足，而且劇情十分合理。雜誌《SFX》在5星為滿分下給了本集4顆星，並稱這集是歷年來最好、最可怕和最有智慧的《異世奇人》。IGN在10分為滿分的基礎給了本集9.1分，大讚劇集以斯帕洛為重心的拍攝手法使觀眾能更了解該角色，並對穆里根出色的演技表示讚賞。同時，IGN還對劇本的編寫感到滿意，「在短短的時間內，劇本不但能展示出角色們的關係，幾條時間線又能連成一線，那個新登場的可怕敵人竟可在博士不在場的情況下被打敗」。總言之，這集是「很棒的」。美國娛樂評論網絡刊物《偏鋒雜誌》大讚〈眨眼〉不只是最出色的《異世奇人》劇集，更是一集超卓的科幻和恐怖劇集。此外，《偏鋒》還對劇集能在45分鐘內能交代錯綜複雜的劇情和人物特色感到讚嘆。《每日電訊報》云儘管這集是以斯帕洛為中心，但仍不止〈眨眼〉成為歷史上10部最好看的《異世奇人》劇集之一。
另一方面，雖然博士在今集出場的次數寥寥無幾，但他的演出還是得到認同。IGN在2010年評選出十大第十任博士出演的劇集，〈眨眼〉最終名列第6。娛樂網站TVOvermind也在同年舉辦同類的選評，排名更高居第2。2011年，《哈芬登郵報》在《異世奇人》異世奇人 (系列6)首播前選出5部適合新觀眾觀看的劇集，〈眨眼〉是其中之一。哭泣天使也獲得廣泛的好評。《SFX》於2009年選出21大《異世奇人》中最恐怖的劇集，〈眨眼〉位列榜首，筆者評論道﹕「一頭在你看不到的時候才會動的怪物已夠可怕，而在閃爍的燈光和斷斷續續的配樂親托下，場面變得更嚇人」。作家尼爾·蓋曼在《娛樂周刊》評選10個最經典的新怪物，哭泣天使排名第3。與此同時，《TV Squad》也把這外星生物評為電視史上最可怕怪物的第3位。在《每日電訊報》的一個評選中，哭泣天使被選為繼塑料人和戴立克後最讓人不安的反派。2009年，《SFX》在對系列3的回顧中選出哭泣天使為系列中最令人喜愛的東西，並稱他們為永遠是最恐怖的怪物。

### 後續
〈眨眼〉在播映後贏得多個的獎項，莫法特憑此集贏得英國電影和電視藝術學院（BAFTA Craft）、威爾斯電影和電視藝術學院（BAFTA Cymru）最佳導演獎，以及雨果獎最佳戲劇表現短劇獎；穆里根獲加拿大星座獎最佳女主角獎。劇集還獲提名為星雲獎最佳劇本，但最終未能得獎。
同時，劇集和哭泣天使也得到觀眾的喜愛。《異世奇人雜誌》於2007年向〈眨眼〉頒授最佳故事獎。在兩年後，該雜誌發起調查，結果在6700名觀眾投票下，〈眨眼〉位列第2。BBC也舉行類似的投票，在2007年，電視台旗下的雜誌《異世奇人冒險記》發動年度最恐怖怪物投票。最終，逾1100名讀者選擇了哭泣天使，遠超於得票為300票的法師及80票的戴立克。2012年，《廣播時報》發起同樣的調查，在這1萬人參與的投票中，約一半的讀者選出哭泣天使為《異世奇人》最棒的怪物。莫法特之後還在系列5中寫出以哭泣天使為題材的合集〈天使時代〉/〈肉與石〉。憑這兩集，莫法特成為《異世奇人》的首席編劇。之後，哭泣天使還分別在系列7的〈哭泣天使佔領曼哈頓〉、短篇特輯〈至善如金〉和小說《被天使觸到》（Touched by an Angel）登場。
劇中一些台詞也成為經典。其中，博士說「天使們把電話亭拿走」（The angels have the phone box）後，拉里隨即說他把這句印在T恤上，這段對白不久後成為名句，並真的被人印在衣服上兜售。網上零售店如ThinkGeek和Zazzle也有出售相關的產品。另外，博士那句「時間和波浪，變化無常」（wibbly-wobbly timey-wimey）的台詞也成了名言。此後莫法特在《同去刺殺希特拉》和《宇宙大爆炸》也有引述此句來說明於《異世奇人》中複雜而混亂的時間線。2012年，BBC America製作一套關於系列4的特輯，其中就有一部片段稱為「異世奇人之變化無常」。
〈眨眼〉甚至出現衍生歌曲。英國搖滾樂隊Chameleon Circuit與歌手阿歷斯迪及查理·麥克唐納等人創出一首關於本集的歌，同樣名為〈眨眼〉。這歌曲也收錄在同名的唱片中。

## 資料來源